# Kronik
Kronik, prodotto nel 1998 dalla Hypnotic Records, è una raccolta della band canadese thrash metal Voivod. Contiene, in ordine, tre ri-edizioni delle vecchie canzoni, quattro inediti e quattro registrazioni live.

## Tracce
1. Forlorn - 6:55
2. Nanoman - 5:27
3. Mercury - 5:50
4. Vortex - 4:39
5. Drift - 5:36
6. Erosion - 4:31
7. Ion - 4:31
8. Project X - 4:45
9. Cosmic Conspiracy - 7:30
10. Astronomy Domine (Syd Barrett) - 5:47
11. Nuclear War - 5:03

## Formazione
- Eric Forrest - voce, basso
- Denis D'Amour - chitarra
- Michel Langevin - batteria